# Штирия (рейхсгау)
Рейхсгау Штирия   или Штейермарк (нем. Reichsgau Steiermark — Штайермарк) — административная единица Третьего Рейха, существовавшая в 1938—1945 годах на территории Штирии, Нижней Штирии и на юге Бургенланда.
Гауляйтером рейхсгау был Зигфрид Уйберрайтер (24 мая 1938 — 8 мая 1945).

## Заместители гауляйтера[1]
- Отто Кристандль (март — апрель 1938)
- Тобиас Портши (23 мая 1938—1945)

## Административное деление[2]
- городской округ Грац и округ Грац-Умгебунг
- округ Брукк-ан-дер-Мур
- округ Вайц
- округ Дойчландсберг
- округ Лайбниц
- округ Леобен
- округ Лицен
- округ Мурау
- округ Мюрццушлаг
- округ Оберварт
- округ Радкерсбург
- округ Фельдбах
- округ Фойтсберг
- округ Фюрстенфельд
- округ Хартберг
- округ Юденбург